# Ruba fuscipennis
Ruba fuscipennis är en tvåvingeart som beskrevs av Günther Enderlein 1914. Ruba fuscipennis ingår i släktet Ruba och familjen vapenflugor. Inga underarter finns listade i Catalogue of Life.